# 儒烏風亭らでん
儒烏風亭らでん（じゅうふうてい らでん、英: Juufuutei Raden）は、日本のバーチャルYouTuber。所属事務所はホロライブプロダクションで、VTuberグループ「hololive DEV_IS」内のユニット「ReGLOSS」のメンバー。文化・芸能分野に対する造詣の深さが特徴である。

## 概要
誕生日は2月4日。21歳（デビュー時）。身長159センチ。挨拶は「hololive DEV_ISはReGLOSSの賑やかしネタ枠担当、儒烏風亭一門は前座見習い！ 儒烏風亭らでんでございます！」など。
キャラクターデザインはカオミンが担当した。ファンネームは「でん同士」。
ホロライブに興味を持ったのは、アキ・ローゼンタールの『シャルイース』を視聴したことがきっかけである。

## 活動
ホロライブプロダクションに所属するVTuberグループ「hololive DEV_IS」内のユニット「ReGLOSS」に所属しており、2023年9月4日にデビューが告知され、同年9月10日にデビュー配信を行った。真っ白な背景をバックに能面を被ったまま登場、しかもカメラから遠く離れており姿がよく見えないまま、飲酒しつつマシンガントークを披露した。MoguLiveのライターであるノンジャンル人生およびゆりいかは、この初配信について「強烈な個性を発揮」と、ねとらぼのライターであるコンタケは「大変パワフルな内容」と、Real Soundのライターである草野虹は「今までのホロライブにいないタイプ」とそれぞれ評価している。
配信活動では、「推し語り配信」と称して好きな美術館を紹介したり、自身のおすすめの本について話す「書庫らでん」などを行っている。
また、配信活動のみならず、箱根ガラスの森美術館の企画展での音声ガイドに抜擢されるなど、芸術分野での活動の幅は広がりを見せている。
2024年12月24日、ReGLOSS所属メンバーとしては初めてのYouTubeのチャンネル登録者が100万人を超えた。

## 人物
落語や美術などの文化・芸能分野に対する造詣の深さが特徴である。
もともとラジオで落語を聞く祖母の影響で興味を持っていたが、コロナ禍の自粛期間中に、YouTubeで落語動画を見たことをきっかけに強い興味を持ちはじめ、自粛期間明けに寄席で桂宮治の「初天神」を聞いたことで落語を好きになった。それ以来毎月一度は寄席に行っているという。好きな落語家は春風亭昇太とその弟子の春風亭昇也で、他の春風亭一門も好んで聞いている。現在は「前座見習い」の立場であるといい、そこで培ったトーク力が評価されている。
美術館通いを趣味としているなど美術に強い興味関心があり、かつてキュレーターを志望していたことから学芸員の資格も所有している。配信で芸術について解説する際は、専門用語をなるべく使わないよう噛み砕いて説明することや、抽象的な説明だけでなく具体的な話も織り交ぜることを意識しているという。
酒、たばこ、パチスロ好きであることから「酒カス・ヤニカス・スロカスのカスの大三元」を自称している。なお、ホロライブプロダクション所属者で喫煙者であることを公表するのは儒烏風亭が初である。しかし現在では、配信活動、収録活動など多忙であるため、パチスロを打ちに行く回数は減り、たばこもボイトレの影響、儒烏風亭自身の推しであるアキ・ローゼンタールのたばこ嫌いの影響等で吸わなくなり、「酒カス」しか残っていない。

## 評価
デビュー当初は初配信のインパクトやホロライブプロダクションで唯一喫煙を公表していることなどから破天荒な性格だと思われていたが、美術などの教養が深いことや、ReGLOSSに所属する他メンバーの破天荒さが明らかになっていったことなどによって、2023年12月時点では「常識亭まじめ」「ネタ枠に収まるには無理がある」と評されるようになっている。また、Real Soundのライターである草野虹は「美術・芸術にまつわる博識ぶりが広まるにつれて、初期に見せていた奇人なイメージから、徐々に常識人・知識者としてのイメージへと変わっていく」と評している。
自身の個性について儒烏風亭は「『伝える』ことに長けている喋りと思考」「広く興味を持ち、探求し続けること」だと述べている。ライターのたまごまごは「お酒やギャンブルを愛する型破りな面と、文化・芸能を愛する知的な面のギャップ」が評価されていると述べている。
きのこミームが度々ヒットを飛ばしており、「まいたけダンス」はTikTokで4万本以上使用され、YouTubeでの再生回数は1000万回以上にまで伸びている。「まつたけダンス」や「しめじダンス」等も発表、"キノコ系VTuber"としての地位を確立している。

## リリース音源
○主な出典：hololive（ホロライブ）公式サイト

### 儒烏風亭らでん
| 発売日         | タイトル         | 品番     | 出典   |
| -------------- | ---------------- | -------- | ------ |
| 2024年10月30日 | まいたけダンス   | CVRD-488 | [ 21 ] |
| 2024年11月8日  | しめじダンス     | CVRD-496 | [ 22 ] |
| 2024年11月14日 | まつたけダンス   | CVRD-499 | [ 23 ] |
| 2024年11月22日 | しいたけダンス   | CVRD-500 | [ 24 ] |
| 2024年11月28日 | エリンギダンス   | CVRD-501 | [ 25 ] |
| 2025年2月21日  | カエンタケダンス | CVRD-531 | [ 26 ] |

### ReGLOSS
| 発売日        | タイトル                   | 品番     | 出典   |
| ------------- | -------------------------- | -------- | ------ |
| 2023年9月11日 | 瞬間ハートビート           | CVRD-330 | [ 27 ] |
| 2024年3月24日 | シンメトリー               | CVRD-398 | [ 28 ] |
| 2024年8月11日 | 泡沫メイビー               | CVRD-454 | [ 29 ] |
| 2024年9月11日 | フィーリングラデーション   | CVRD-473 | [ 30 ] |
| 2025年3月10日 | サクラミラージュ           | CVRD-545 | [ 31 ] |
| 2025年7月11日 | ミッドサマーシトラス       | CVRD-594 | [ 32 ] |
| 2025年8月3日  | 落噺 (儒烏風亭らでん SOLO) | CVRD-606 | [ 33 ] |

| 発売日        | タイトル | 品番     | 出典   |
| ------------- | -------- | -------- | ------ |
| 2024年11月6日 | ReGLOSS  | CVRD-492 | [ 34 ] |

### hololive IDOL Project
| 発売日        | タイトル                                            | 品番     | 出典   |
| ------------- | --------------------------------------------------- | -------- | ------ |
| 2024年3月15日 | ホロライブ言えるかな？hololive SUPER EXPO 2024 ver. | CVRD-406 | [ 35 ] |

## 主な出演

### ライブ・イベント
- 「YouTube Music Weekend 8.0」（2024年8月23日、YouTube）[36][37]
- 「hololive 6th fes. Color Rise Harmony」DAY1（2025年3月8日、幕張メッセ）[38][39]

### 連載
- 儒烏風亭らでんの落語がたり！（『ダ・ヴィンチWeb』）[40]

## タイアップ
- 箱根ガラスの森美術館　2024年企画展「香りの装い ～香水瓶をめぐる軌跡～」（2024年7月19日 - 2025年1月13日）[注釈 1][41]
- 台湾ウイスキー「カバラン」（2024年10月15日 - 11月14日） - 福岡市内の一部レストランでセットメニューが提供されるなどした[42]。また、自身の配信で、カバランのウイスキーを紹介した[42]。
- サントリー美術館 - 2025年3月18日、展覧会「没後120年　エミール・ガレ：憧憬のパリ」について、自身のYouTubeチャンネルで解説した[43]。
- アース製薬（2025年6月4日） - この日は同社が設定した「虫ケア用品の日」であり、轟はじめと共にコラボ動画で虫ケアについて学んだ[44]。